# Anatolij Kojda
Anatolij Jakaulewicz Kojda (biał. Анатолій Якаўлевіч Койда, ros. Анатолий Яковлевич Койда, Anatolij Jakowlewicz Kojda; ur. 25 czerwca 1940 w Nudziczach) – białoruski inżynier i polityk, od 1997 roku zastępca dyrektora generalnego Białoruskiej Fabryki Samochodowej (BiełAZ), deputowany do Rady Najwyższej Republiki Białorusi XIII kadencji, w latach 1996–2000 deputowany do Izby Reprezentantów Zgromadzenia Narodowego Republiki Białorusi I kadencji.

## Życiorys

### Młodość i praca
Urodził się 25 czerwca 1940 roku we wsi Nudzicze, w rejonie brahińskim obwodu homelskiego Białoruskiej SRR, ZSRR. W 1964 roku ukończył Lwowski Instytut Politechniczny, uzyskując wykształcenie inżyniera mechanika. W latach 1964–1997 pracował jako inżynier technolog, zastępca kierownika, kierownik wydziału, zastępca głównego inżyniera, zastępca dyrektora ds. produkcji wielotonowych samochodów ciężarowych, główny inżynier w Białoruskiej Fabryce Samochodowej (BiełAZ) w Żodzinie. Od 1997 roku był zastępcą dyrektora generalnego ds. rozwoju firmy BiełAZ.

### Działalność parlamentarna
W drugiej turze uzupełniających wyborów parlamentarnych 10 grudnia 1995 roku został wybrany na deputowanego do Rady Najwyższej Republiki Białorusi XIII kadencji z żodzińskiego-fabrycznego okręgu wyborczego nr 209. 19 grudnia 1995 roku został zarejestrowany przez centralną komisję wyborczą, a 9 stycznia 1996 roku zaprzysiężony na deputowanego. Od 23 stycznia pełnił w Radzie Najwyższej funkcję członka Stałej Komisji ds. Przemysłu, Transportu, Budownictwa, Energetyki, Handlu i Innych Usług dla Ludności, Łączności i Informatyki. Był bezpartyjny, należał do popierającej prezydenta Alaksandra Łukaszenkę frakcji „Zgoda”. Od 3 czerwca był członkiem grupy roboczej Rady Najwyższej ds. współpracy z parlamentem Republiki Kazachstanu. Poparł dokonaną przez prezydenta kontrowersyjną i częściowo nieuznaną międzynarodowo zmianę konstytucji. 27 listopada 1996 roku przestał uczestniczyć w pracach Rady Najwyższej i wszedł w skład utworzonej przez prezydenta Izby Reprezentantów Zgromadzenia Narodowego Republiki Białorusi I kadencji. Pełnił w niej funkcję członka Stałej Komisji ds. Ekonomii. Zgodnie z Konstytucją Białorusi z 1994 roku jego mandat deputowanego do Rady Najwyższej zakończył się 9 stycznia 2001 roku; kolejne wybory do tego organu jednak nigdy się nie odbyły.